# God forvaltningsskik
God forvaltningsskik kan beskrives som "et uskrevet sæt af handlenormer for forvaltningen, der udspringer af etikken: grundlæggende værdiforestillinger om forholdet mellem forvaltning og borgerne og om ”korrekt” adfærd i forvaltningen." Princippet om god forvaltningsskik kan udledes af ombudsmandslovens § 21. God forvaltningsskik omfatter krav om, at offentligt ansatte (sagsbehandlere m. fl.) har pligt til at udvise høflig og hensynsfuld samt tillidsskabende adfærd mod borgeren. God forvaltningsskik er én blandt flere god skik regler. Flere god skik regler er lovfæstet (kodificeret), men princippet om god forvaltningsskik er ikke kodificeret.

## EU
Den Europæiske Kodeks for God Forvaltningsskik blev godkendt af
Europa-Parlamentet i september 2001, og Den Europæiske Ombudsmand vedtog i 2012 en række principper for offentlig tjeneste, som supplerer den europæiske kodeks. Udgivet som pdf-publikation: Den Europæiske Kodeks for God Forvaltningsskik i 2013.
Ifølge Den Europæiske Kodeks for God Forvaltningsskik bør tjenestemænd være respektfulde og hjælpsomme over for borgerne.
Lissabontraktaten indeholder bl.a. Den Europæiske Unions Charter om grundlæggende rettigheder. Dette Charters artikel 41 foreskriver en ret til god forvaltning.

## Forklaring
Daværende Folketingets Ombudsmand, Jørgen Steen Sørensen, gav ved en konference i DGI-byen, 6. november 2013 følgende definition på god forvaltningsskik:
 "Et uskrevet sæt af handlenormer for forvaltningen, der udspringer af etikken: grundlæggende værdiforestillinger om forholdet mellem forvaltning og borgerne og om "korrekt" adfærd i forvaltningen.
Alternativ: "Begrebskategori til at opfange de normer, som nødvendigvis må gælde, men som ikke har støtte i andre retskilder, og som vanskeligt kan lovfæstes. At oversætte normer for almindelig god opførsel til handleregler for forvaltningen."
Variabler
- I tilknytning til retsregler/i konkrete sager (udvidet begrundelsespligt).
- I tilknytning til retsregler/som generel adfærd (forbud mod gaver).
- Uden tilknytning til retsregler/i konkrete sager (sagsbehandlingstid).
- Uden tilknytning til retsregler/som generel adfærd (rimelige åbningstider).

Ovennævnte "variabler" benævnes og udfoldes af tidligere ombudsmand Hans Gammeltoft-Hansen som vigtige strukturerende "kategorier" der giver overblik over det tilsyneladende virvar af regler og anvisninger omfattet af god forvaltningsskik. Til ombudsmandensinstitutionens hovedformål hører at sikre god tone og korrekt opførsel i den offentlige forvaltning.

### Ombudsmandens kritik af forvaltningen
På ombudsmandens hjemmeside findes en række eksempler på den kritik, som ombudsmanden har rettet mod forvaltningen. Det drejer sig blandt meget andet om alt for lange sagsbehandlingstider, manglende partshøring (i strid med forvaltningsloven § 19), væsentlige sagsbehandlingsfejl samt kritisabel sprogbrug og undladelse af at besvare en borgers spørgsmål.
- Kritik af kommunens sprogbrug findes i FOB 2011 21-1.[17]
- Kritik af lang sagsbehandlingstid findes i FOB 2016-36[18] og FOB 2017-14.[19]
- Kritik af undladelse af at besvare spørgsmål fra borger findes i FOB 04.517.[20]
- Kritik af manglende partshøring (i strid med forvaltningsloven § 19) findes i FOB 2009 1-1.[21]
- Kritik af manglende hjemmel (i strid med legalitetsprincippet) findes i FOB 2016-41.[21]